# Alfredo Devincenzi
Alfredo Ciríaco Devincenzi, keresztneve gyakran de Vincenzi (Buenos Aires, 1907. június 9. – ?) argentin-olasz labdarúgócsatár.